# 鄭港涌
鄭港涌（英語：Francis Cheng Kong-chung，1971年6月5日—），香港公務員，曾擔任南區民政事務專員。鄭於1994年加入香港政府任職政務主任。鄭在2008年時擔任運輸及房屋局首席助理秘書長，任內與日本國土交通省航空局國際航空課長奈良平博史簽訂港日航空協定，取消港日間除东京外的運力限制。他在2012年時為勞工及福利局局長張建宗的政務助理，曾在深圳市的渡假村與店主口角繼而肢體衝突，並因遭玻璃樽襲擊而縫上300多針。鄭在2019年12月31日接替馬周佩芬出任南區民政事務專員，首次出席南區區議會時與全體區議員為反對逃犯條例修訂草案運動犧牲者一同站立默哀。他在2025年3月9日後卸任專員，由張佩珊接任。離開南區後，他轉任創新科技及工業局首席助理秘書長，主管智慧城巿辦公室。
鄭在1999年3月結婚，並育有子女。